# おいでよ どうぶつの森 〜ペッパー村のナッツ!〜
『おいでよ どうぶつの森 〜ペッパー村のナッツ〜』（おいでよどうぶつのもり ペッパーむらのナッツ）は、矢高鈴央による日本の4コマ漫画。任天堂のコンピュータゲーム『どうぶつの森』シリーズの4作目『おいでよ どうぶつの森』をモチーフにしている。『月刊コロコロコミック』（小学館）にて、2006年7月号から2007年2月号まで連載。

## 主な登場人物
ナッツ
ペッパー村に引っ越してきた主人公。帽子が特徴の少年。なぜか帽子の裏にバンソウコウがはってある。この漫画のツッコミ役。誕生日は7月22日（ハッケミィ談）。
たぬきち（Tom Nook）
ゲームでもおなじみのお店屋さん。ナッツの家のリフォームを引き受けている。それなりに技術はあるようだ。
コトブキ（Tortimer）
ゲームでもおなじみの村長。ナッツには全然対応せず女の子（ブーケなど）には対応するという差別傾向がある。例えば、村長から花火を貰おうとした時ナッツには線香花火1本しか渡さなかったがブーケにはちゃんとした花火セットを渡したとか。
リセットさん（Mr. Resetti）
ゲームでもおなじみの炎の説教おやじ。注意のためなら家の中までもついてくる。自分がやったことにナッツを怒るなど少々ボケている。あと「お前もたまにはええ事するやないかー!!」とほめているのか怒っているのか分からない表現をする。影の主役ともいえるくらい出番が多い。
マスター（Brewster）
ゲームでも喫茶店を開いているマスター。普段は無口で何を言いたいのか分からない。しかし大声で歌を歌うこともある。一回大サービスをしたことがある。
ブーケ（Rosie）
村長に気にいられている第一人者。本人は気づいてないようだが、村長にのぞき見（展望台から）されたり、愛嬌を振りまいている。そのかわいさは「プリリン」と言う表現を出すぐらい。
ピータン（Bill）
ナッツの友達。化石掘りが趣味。